# Otto Lessing

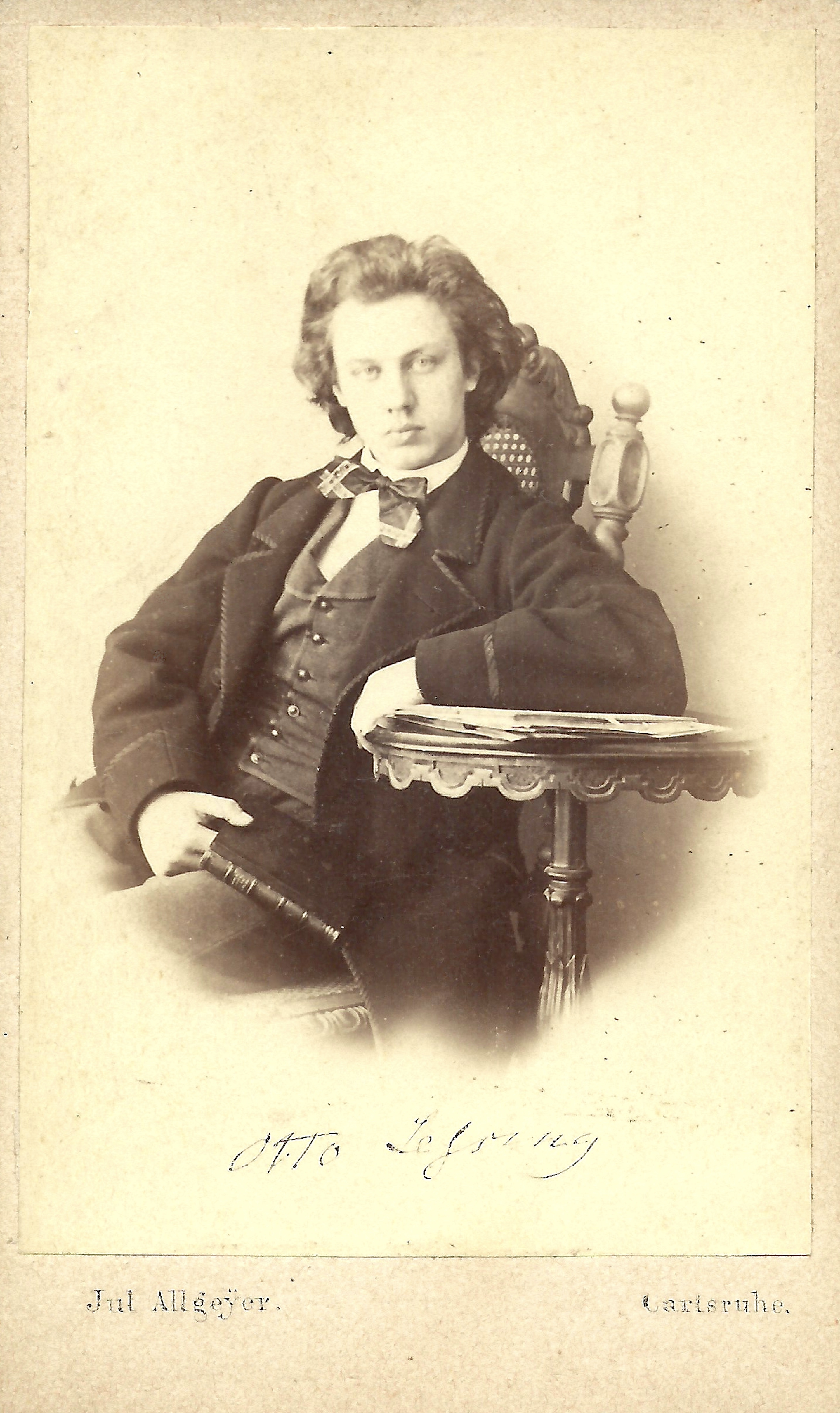
Otto Lessing,
Porträt von Julius Allgeyer um 1865

Otto Lessing

Otto Lessing (* 24. Februar 1846 in Düsseldorf; † 22. November 1912 in Berlin-Schmargendorf) war ein deutscher Bildhauer des Historismus, der in der zweiten Hälfte des 19. Jahrhunderts das Erscheinungsbild Berlins prägte. Er war Sohn des Historienmalers Carl Friedrich Lessing und Urgroßneffe des Dichters Gotthold Ephraim Lessing.

## Leben

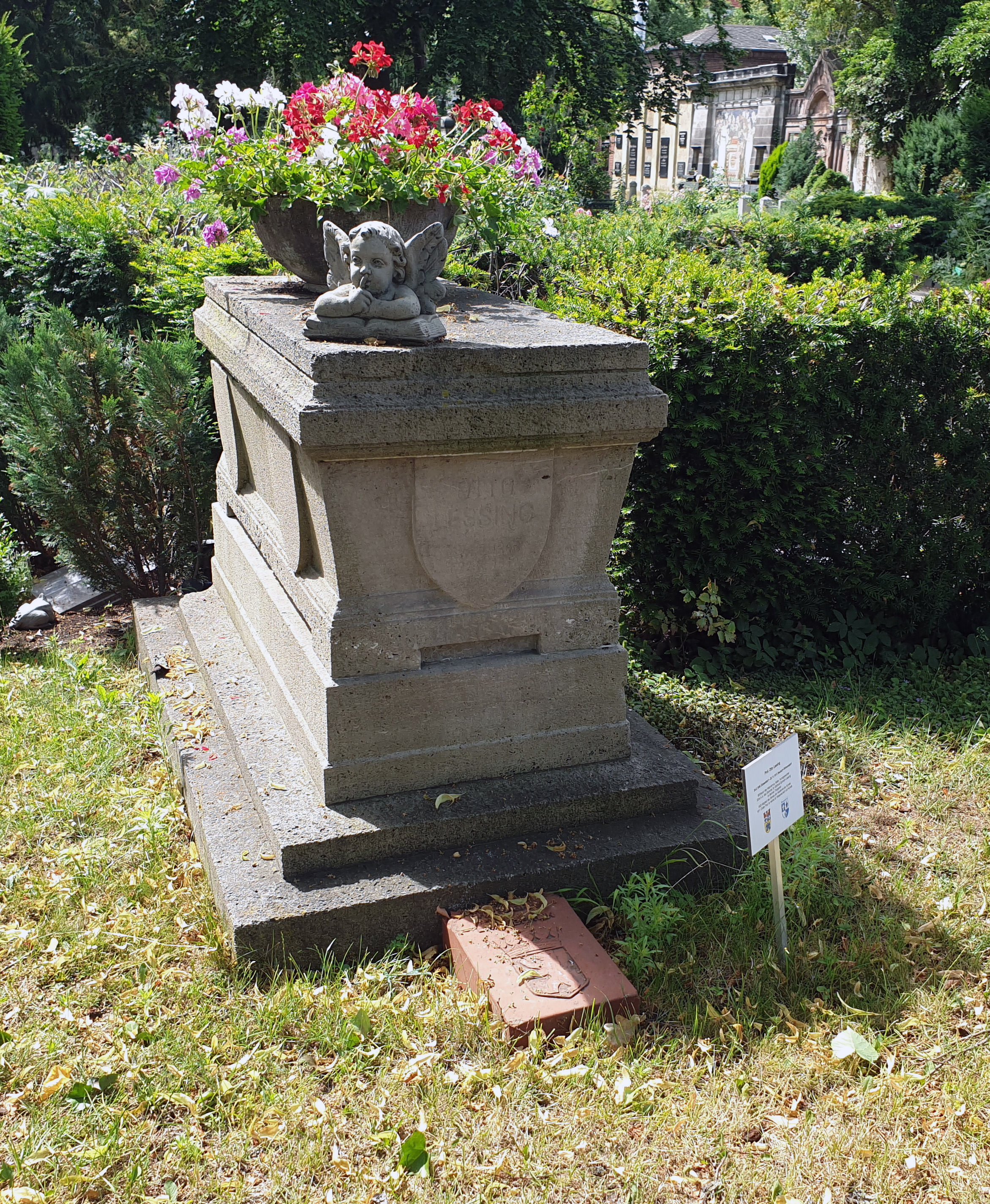
Ehrengrab auf dem Friedhof Grunewald in Berlin-Halensee

Otto Lessing war der Sohn von Ida Lessing geb. Heuser. Seine künstlerische Ausbildung begann bei seinem Vater, der ihn in Malerei unterrichtete. Die Bildhauerei lernte er anschließend 1863–1865 bei Carl Steinhäuser an der Kunstschule Karlsruhe und 1865–1868 bei Albert Wolff in Berlin. Nach diesen Ausbildungsjahren ging Lessing nach Karlsruhe zurück, wo er bis 1872 bei Steinhäuser arbeitete.
Die Gründung des Deutschen Kaiserreichs mit der Wahl Berlins zur Reichshauptstadt zog Lessing mit der Hoffnung auf eine günstige Auftragslage im Herbst 1872 nach Berlin. Dort eröffnete er in einem von mehreren Künstlern genutzten Ateliergebäude in der Wartenburgstraße 14 in der Nähe des Halleschen Tores ein Atelier für dekorative Bauplastik. Der damals noch unbekannte Bildhauer profitierte bei seinem Start in die Selbstständigkeit von den Empfehlungen seines Onkels Carl Robert Lessing, Haupteigentümer der Vossischen Zeitung mit guten Kontakten zu einflussreichen Politikern und Künstlern. Im Jahr 1879 nahm er Eugen Boermel als Gesellen auf, der zehn Jahre lang in Lessings Atelier arbeitete, bevor er sich selbstständig machte.
Am 21. September 1875 heiratete Lessing Sigrid Gude, die älteste Tochter des Landschaftsmalers Hans Fredrik Gude. Der Schwiegervater Gude zog 1880 nach Berlin und kaufte sich ein repräsentatives Wohnhaus im Tiergartenviertel (Grabenstraße 50, heute Reichpietschufer). Im Gartenhaus richteten sich die beiden Künstler Ateliers ein.
Lessings Erfolg und Bekanntheitsgrad stiegen Ende des 19. Jahrhunderts kontinuierlich. Beispielsweise wurde er 1890 in den renommierten Architekten-Verein zu Berlin aufgenommen. Für die Fassaden zahlreicher repräsentativer Gebäude wie des Reichstagsgebäudes, des Berliner Schlosses und des Berliner Domes erhielt er Aufträge für Skulpturen oder Reliefs. Neben den großen öffentlichen Aufträgen gestaltete Lessing auch viele Geschäftshäuser und Villen des neuen Bürgertums bauplastisch aus. Er war auch für die Gestaltung der Innenausstattung des Hofzugs Kaiser Wilhelms II. verantwortlich.
Ein neues Tätigkeitsfeld erschloss sich Lessing mit der Denkmalsplastik: 1886–1890 schuf er ein Denkmal für seinen Urgroßonkel Gotthold Ephraim Lessing, das an der Lennéstraße im Großen Tiergarten aufgestellt wurde. Während der Einweihung des Denkmals am 14. Oktober 1890 wurde Lessing der Titel eines Professors verliehen und kurze Zeit später nahm er auch eine Lehrtätigkeit an der Unterrichtsanstalt des Kunstgewerbemuseums Berlin auf.
Im Jahr 1895 zog Lessing mit Familie in die neu angelegte Villenkolonie Grunewald (Wangenheimstraße 10), wo er sich durch den Architekten Heinrich Jassoy eine große Turmvilla hatte errichten lassen. (1898/1899 entstand dort nach Plänen des Architekturbüros Vollmer & Jassoy ein Ateliergebäude in norwegischem Stil). Nach einer kurzzeitigen Zusammenarbeit mit Ludwig Hoffmann gab Lessing die Bauplastik auf und konzentrierte sich auf die Denkmalskunst und das Kunstgewerbe.
Auf dem Höhepunkt seiner Karriere wurde Lessing zum Senator der Akademie der Künste ernannt und bekam 1911 den Orden Pour le mérite für Wissenschaft und Künste verliehen. Aus finanziellen Gründen musste er 1910 seine Villa verkaufen und zog in eine Wohnung am Hohenzollerndamm 112 in Schmargendorf. Dort starb er am 22. November 1912 und wurde auf dem Friedhof Grunewald beigesetzt. Sein Grabmal hatte Lessing noch zu Lebzeiten geschaffen.
Lessings letztes Werk war das monumentale Lutherdenkmal, das einen Monat vor seinem Tod an der Nordseite des Turms des neu erbauten Hamburger Michel enthüllt wurde.

## Werke (Auswahl)

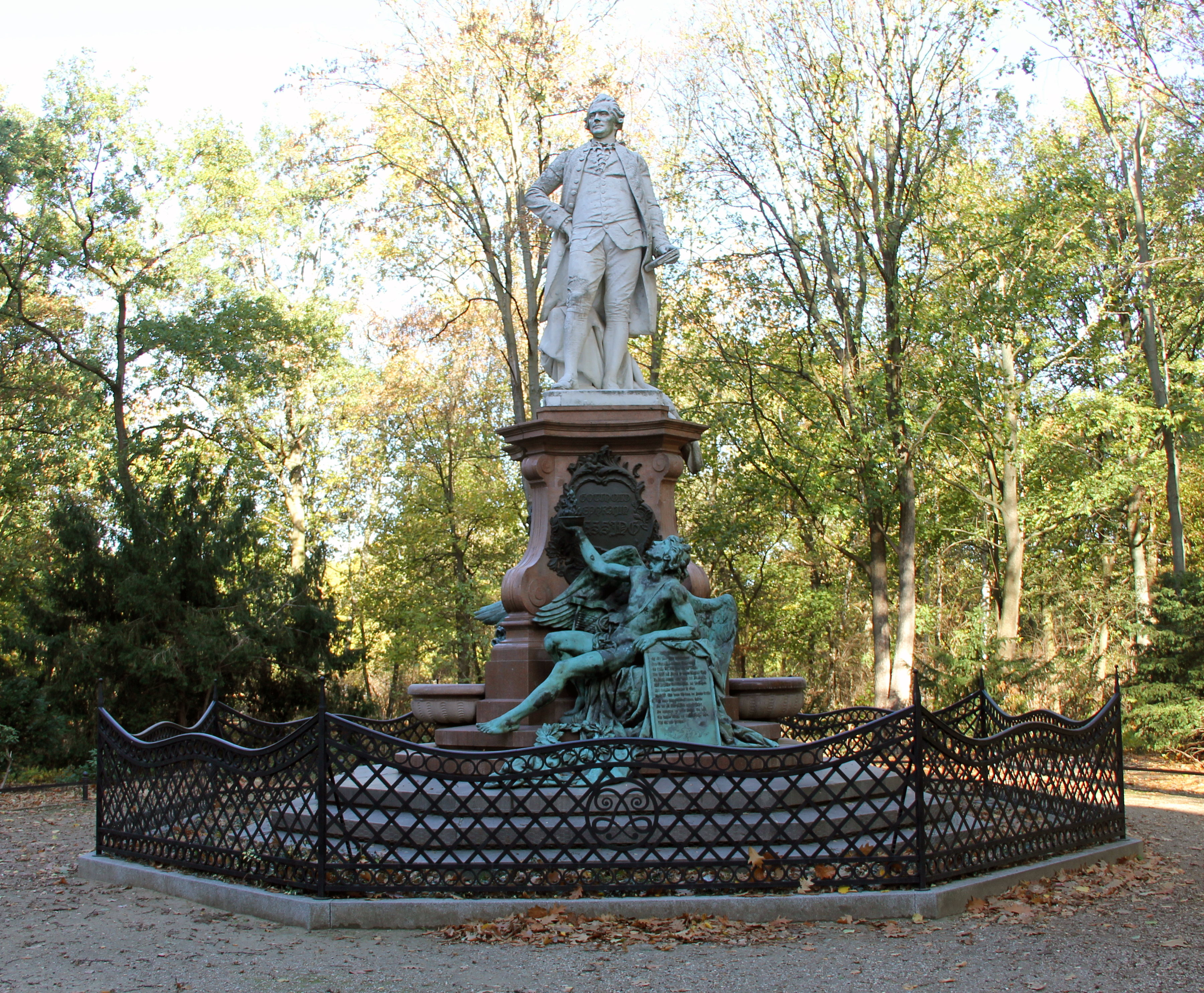
Lessing-Denkmal im Berliner Tiergarten

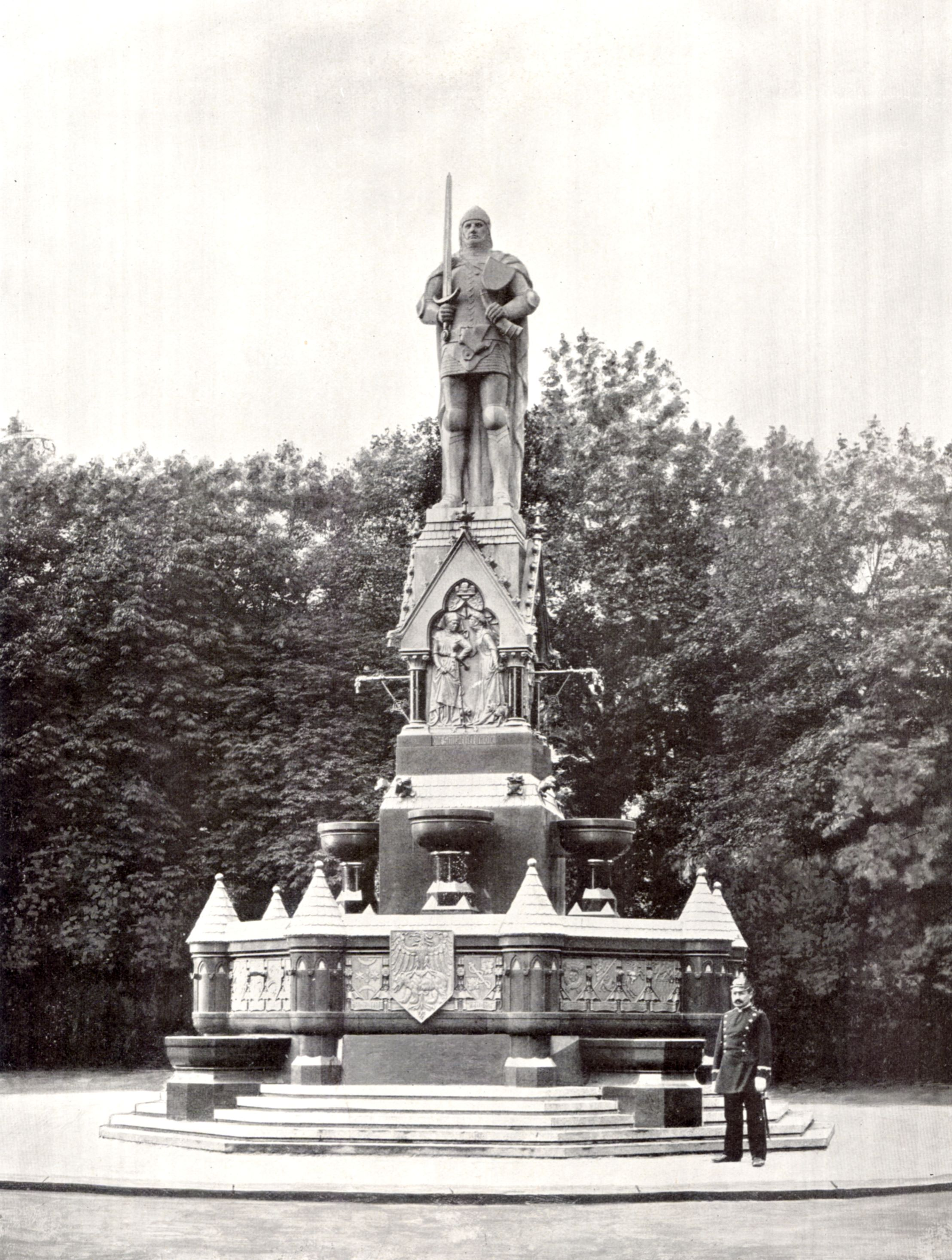
Rolandbrunnen auf dem Kemperplatz um 1900, Berlin

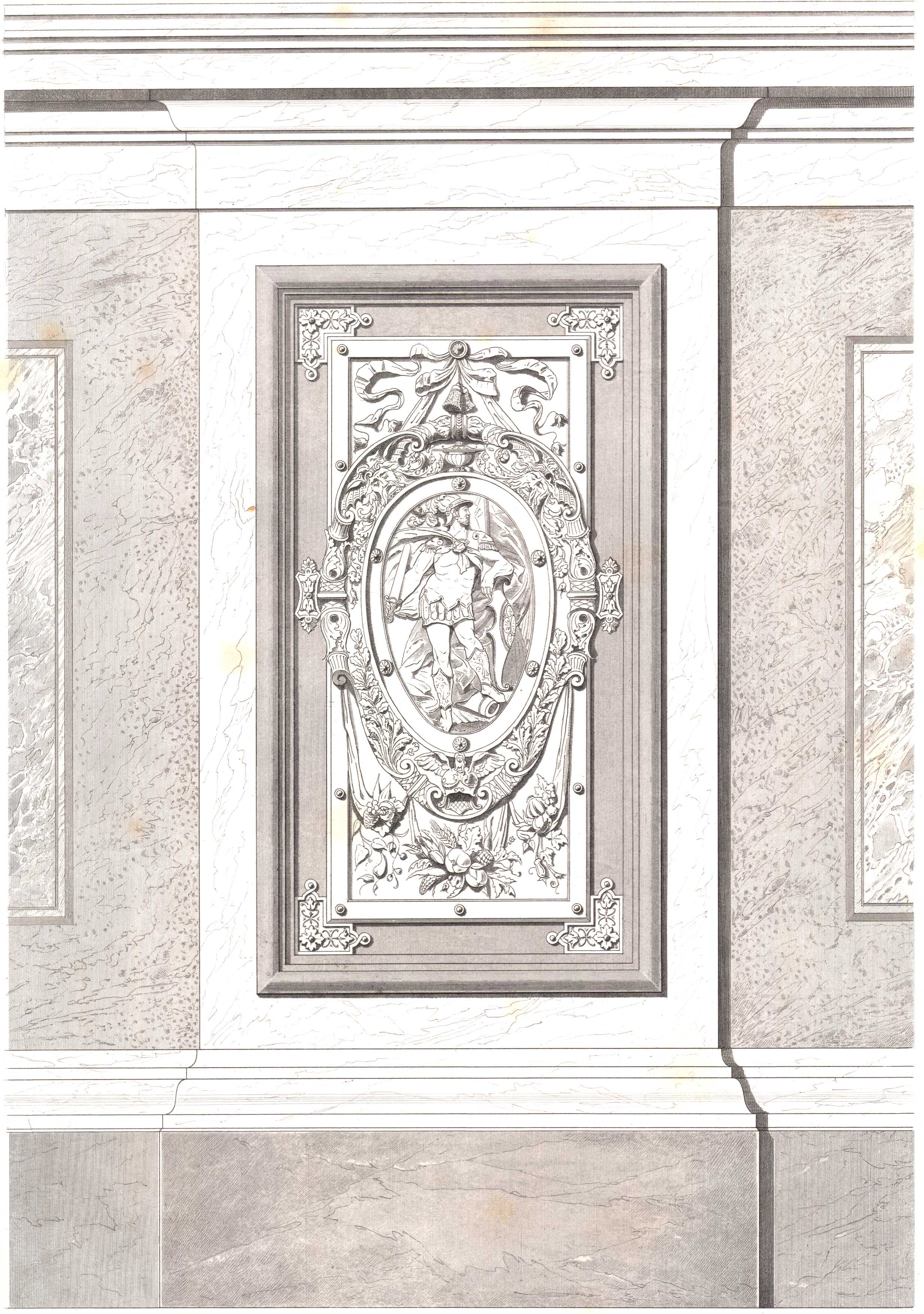
Panel in der Herrscherhalle des Berliner Zeughauses, aus Architektonisches Skizzenbuch

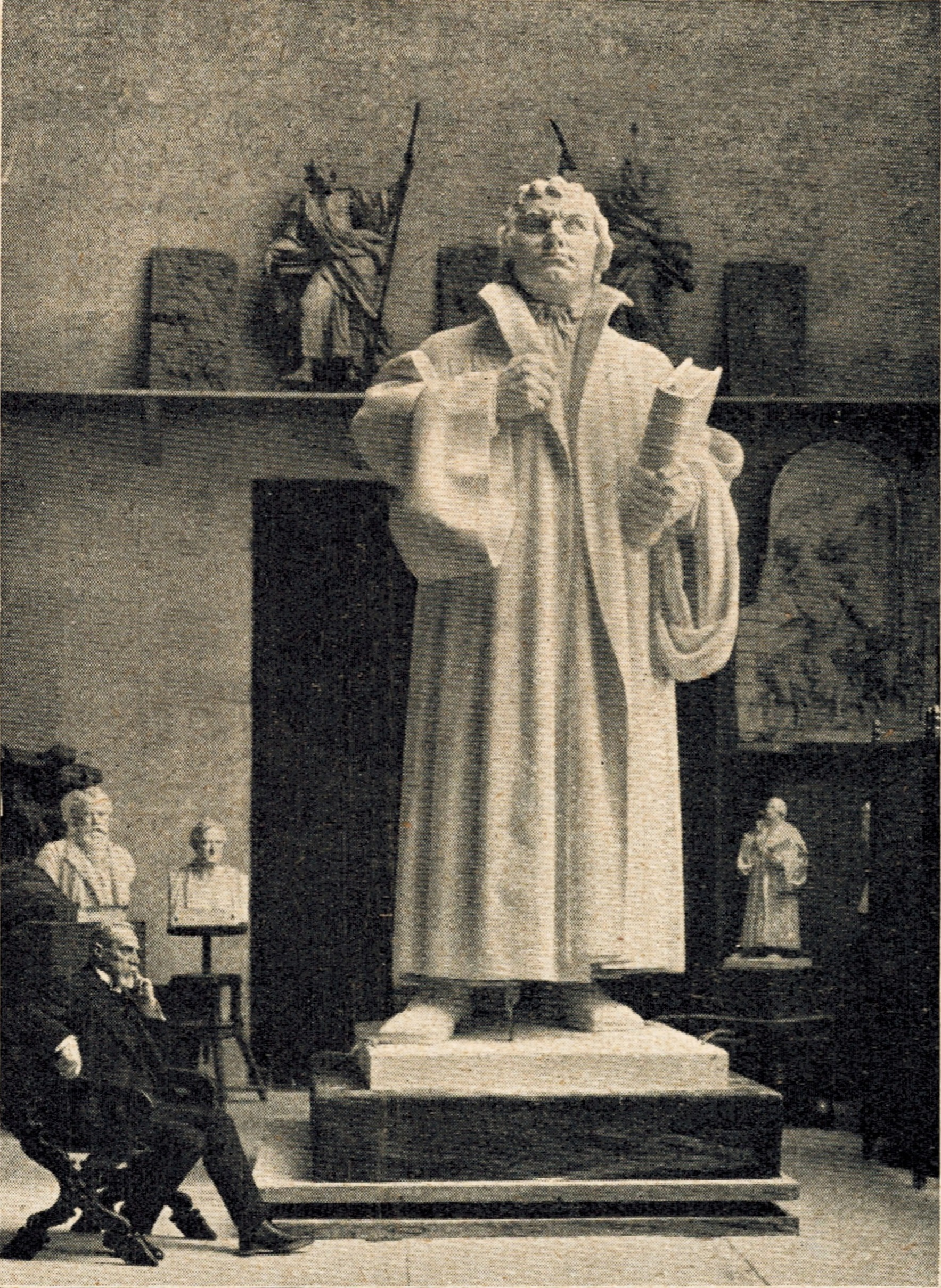
Otto Lessing im März 1912 in seinem Berliner Atelier mit dem vier Meter hohen Modell seiner Lutherstatue

Malerei und Plastik
| 1870        | Figur Gladiator |
| 1873        | Dekorationsmalereien in der Kuppel des ehemaligen Völkerkundemuseums und Glasmosaik im Vestibül, Ecke Prinz-Albrecht-Straße/Königgrätzer Straße (heute Niederkirchnerstraße/Stresemann-Straße), Berlin (zerstört) |
| 1875–1878   | Beteiligung am Umbau des Reichskanzlerpalais, Wilhelmstraße 77, Berlin (zerstört) |
| 1875–1877   | Beteiligung an den Figuren der Techniker und Erfinder an der Fassade des Palais Borsig mit den Bildhauern Reinhold Begas, Erdmann Encke und Emil Hundrieser, Voßstraße 1, Berlin (zerstört) |
| 1877        | zwei Stuckreliefs mit tanzenden Mänaden, Palais Strousberg, Wilhelmstraße 70, Berlin (zerstört) |
| 1877        | Innenraumstuckaturen Café Bauer, Unter den Linden 26/Friedrichstraße 85a, Berlin (zerstört) |
| 1877–1881   | Städtewappen und figurative Friese zwischen den Geschossen des ehemaligen Kunstgewerbemuseums (heute Martin-Gropius-Bau), Niederkirchnerstraße 7, Berlin |
| 1877–1881   | Bauplastik und Bronzetüren der Ruhmeshalle beim Umbau des Zeughauses, Berlin (nicht erhalten) |
| 1878–1880   | Bauplastik am Reichsjustizamt, Voßstraße 4–5, Berlin (zerstört) |
| 1878–1884   | dekorative Bauplastik an der Technischen Hochschule zu Charlottenburg (mit Friedrich Wilhelm Gustav Dankberg), Berlin |
| 1880–1881   | Attikafiguren, Portalreliefs und Reliefs zur Apostelgeschichte im Innenraum, Deutscher Dom, Gendarmenmarkt, Berlin |
| 1882–1884   | Bauplastik Neues Gewandhaus, Leipzig (zerstört) |
| 1884–1894   | Allegorien des Ackerbaus und der Viehzucht auf dem Südwestturm, Schmuckvasen auf dem Attikagesims und beiderseitige Reliefs am Westeingang mit Wappendarstellungen der vier deutschen Königreiche Bayern, Preußen, Württemberg und Sachsen, Reichstagsgebäude, Berlin |
| 1886–1890   | Marmorstandbild Gotthold Ephraim Lessings und Sockelbronzen (unter anderem Genius der Humanität, Allegorie der Kritik) für das Lessingdenkmal, Großer Tiergarten, Berlin |
| 1886        | Gruppe Mutter und Kind |
| 1886–1887   | Bauplastik für das Haus Wallich, Bellevuestraße 18a in Berlin-Tiergarten |
| 1887–1891   | Bauplastik ehemaliges Kaiserliches Patentamt, Luisenstraße 32–34, Berlin |
| 1888–1889   | Ausstattung des Eisenbahnsalonwagens für Kaiser Wilhelm II. |
| 1888        | Große Wappenkartusche für das Hohenzollernschloss in Berlin; zunächst Stuckarbeit für die Dezenniumfeier, später in Edelmetall überarbeitet und 1903 neu über dem Eosanderportal platziert. Nach der Sprengung des Schlosses und dessen Wiederaufbau als Humboldt-Forum nach Originalvorlagen rekonstruiert und durch Fittkau Metallgestaltung neu gearbeitet sowie im April 2023 über dem neuen Eosander-Portal platziert. |
| 1888–1895   | Figurengruppen Verdammnis und Erlösung für die Treppenanlagen des Reichsgerichtsgebäudes, Leipzig (rekonstruiert nach Gipsmodellen) |
| 1891–1895   | Bauplastik und Figuren der Reformatoren Luther und Philipp Melanchthon im Chor (zerstört), Tympanonrelief Heiliger Georg über dem Kaiserportal, Kaiser-Wilhelm-Gedächtniskirche, Berlin |
| 1892–1894   | Reliefs zur kulturellen Bedeutung des Krieges in den Deckenvouten des neugeschaffenen Weißen Saales des Berliner Stadtschlosses, Berlin (zerstört) |
| 1893        | Marmorgruppe Bacchantin mit Amor |
| 1894        | marmorne Halbfigur Helmuth Karl Bernhard von Moltke |
| 1894        | marmorne Halbfigur Malers Ludwig Knaus |
| 1894–1905   | je szenischen Reliefs aus dem Leben Jesu an den drei Haupttüren und Zwickelreliefs mit Szenen aus der Apostelgeschichte unter der Kuppe, Berliner Dom, Berlin |
| 1895–1896   | Büstendenkmal des Dichters Wolfgang Müller von Königswinter, Königswinter |
| 1896–1901   | Bauplastik Portal Stadtbad Kreuzberg, Baerwaldstraße 64–68, Berlin |
| 1897        | Bronzereliefs Kurfürsten Friedrich II. als Erbauer der Burg und von König Friedrich I. als Bauherr des Schlosses am Eosanderportal des Berliner Stadtschlosses, Berlin (zerstört) |
| 1897–1900   | Bauplastik und zwei Wandbrunnen Prometheus mit den Okeaniden und Perseus und Andromeda an der Nordseite des Neuen Marstalls, Schloßplatz 7, Berlin |
| 1899–1902   | Bauplastik am Stadtbad Prenzlauer Berg, Oderbergerstraße 57–59, Berlin |
| um 19000000 | Bauplastik am Geschäftshaus Firma W. Spindler, Leipziger Straße 42, Berlin (in den 1930er Jahren purifiziert) |
| 1900        | Standbild Albrecht Achilles mit den Begleitbüsten Werner von der Schulenburg und Ludwig von Eyb, Denkmalgruppe 17 der Siegesallee, Berlin |
| 1900        | Reiterdenkmal Kaiser Wilhelm I., Hildesheim (eingeschmolzen) |
| um 1901     | Bauplastik (Berliner Bär mit lesendem Kind) an der Gemeindedoppelschule in der Wiclefstraße (Moabit) |
| 1901–1903   | Spindlershof, Wallstraße 9–13, Berlin |
| 1901–1904   | Bronzereliefs mit Schlussszenen aus Gotthold Ephraim Lessings Stücken Miss Sara Sampson, Emilia Galotti, Nathan der Weise und Minna von Barnhelm an den Zierpfeilern der Lessingbrücke, Berlin |
| 1902–1903   | Rolandbrunnen auf dem Kemperplatz, Berlin (zerstört) |
| 1902–1903   | Herkulesbrunnen auf dem Lützowplatz, Berlin (zerstört) |
| 1903–1904   | Denkmal für William Shakespeare, Park an der Ilm, Weimar |
| 1903–1910   | Bauplastik (mit Albert Manthe und Max Klein) an der ehemaligen Kaiser-Wilhelms-Akademie für das militärärztliche Bildungswesen (heute: Bundesministerium für Wirtschaft und Technologie), Invalidenstraße 48–49, Berlin |
| 1903–1914   | Allegorische Darstellungen der Wissenschaften, Universitäts- und Bibliotheksstädte an der Staatsbibliothek zu Berlin, Berlin (zusammen mit Robert Schirmer und Constantin Starck) |
| 1904–1905   | Beteiligung am Umbau des Schauspielhauses, Gendarmenmarkt, Berlin |
| 1904        | Attikafiguren Nährstand und Wehrstand auf dem Preußischen Herrenhaus, Leipziger Straße, Berlin (Figuren nicht erhalten) |
| 1907        | Porträtbüste Joseph Joachims anlässlich dessen Totenfeier |
| 1910        | Kanzel, Orgelprospekt, Bronzerelief im Chorbereich und Stuckverzierungen beim Wiederaufbau der Hauptkirche St. Michaelis, Hamburg |
| 1912        | Denkmal Martin Luther (Standbild vor St. Michaelis), Hamburg |

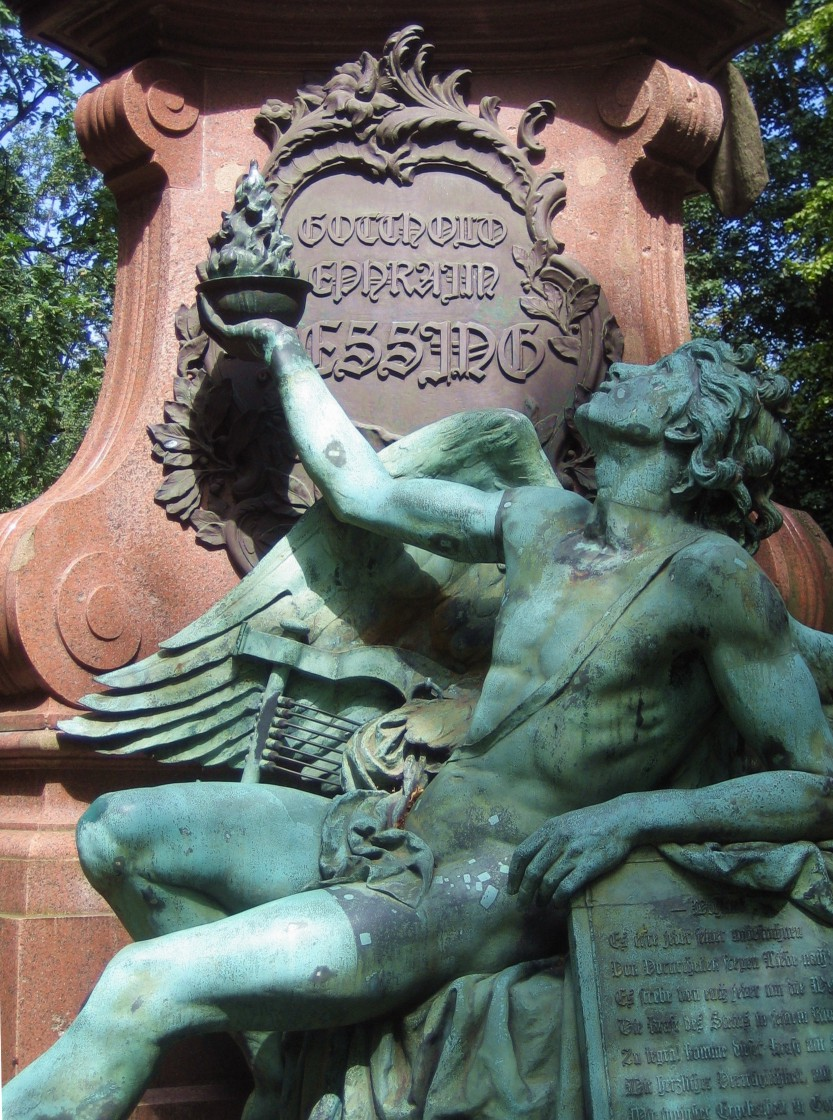
Genius der Humanität am Lessing-Denkmal im Tiergarten
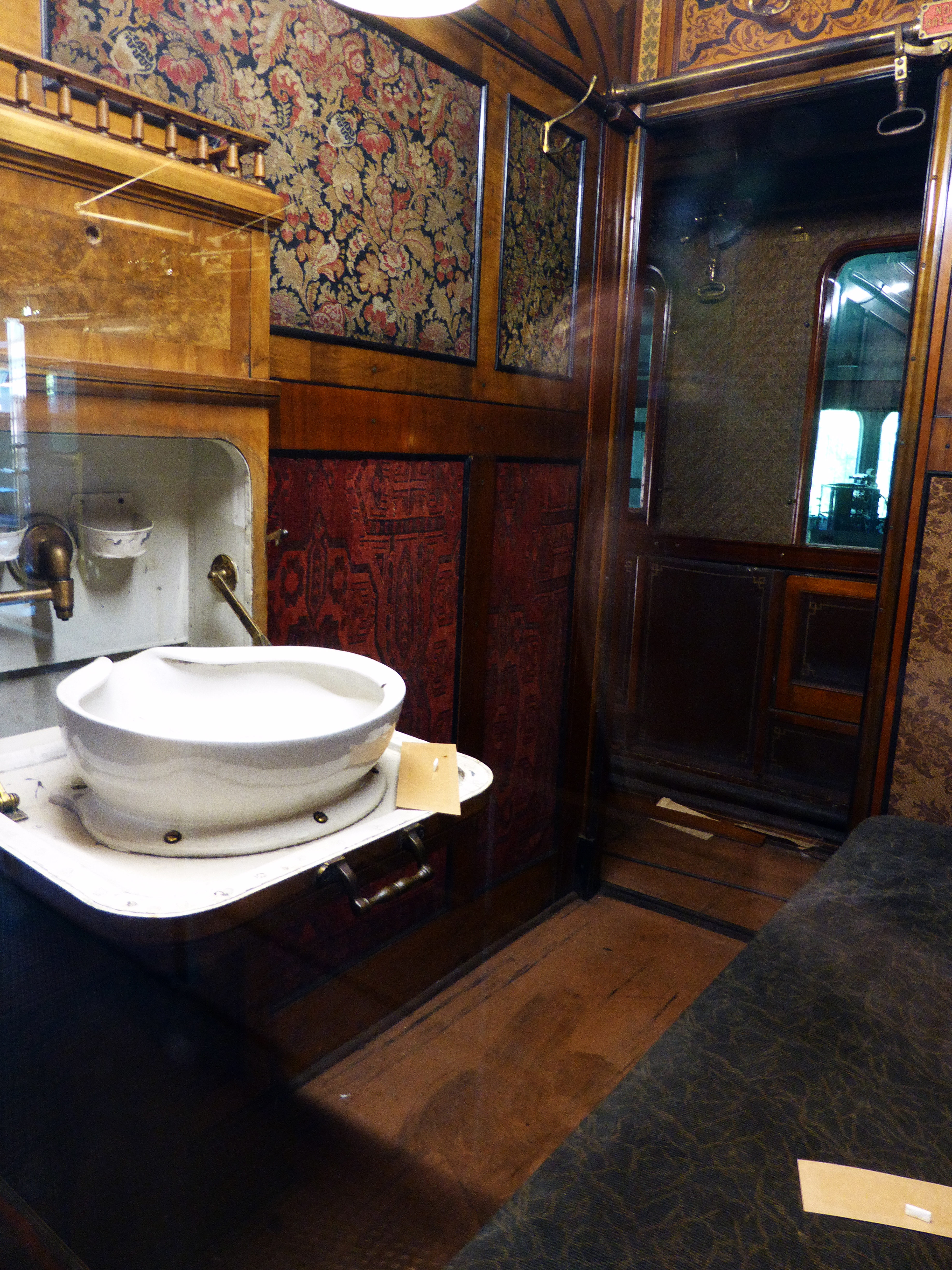
Interieur des Kaiser-Hofzugs, 1888
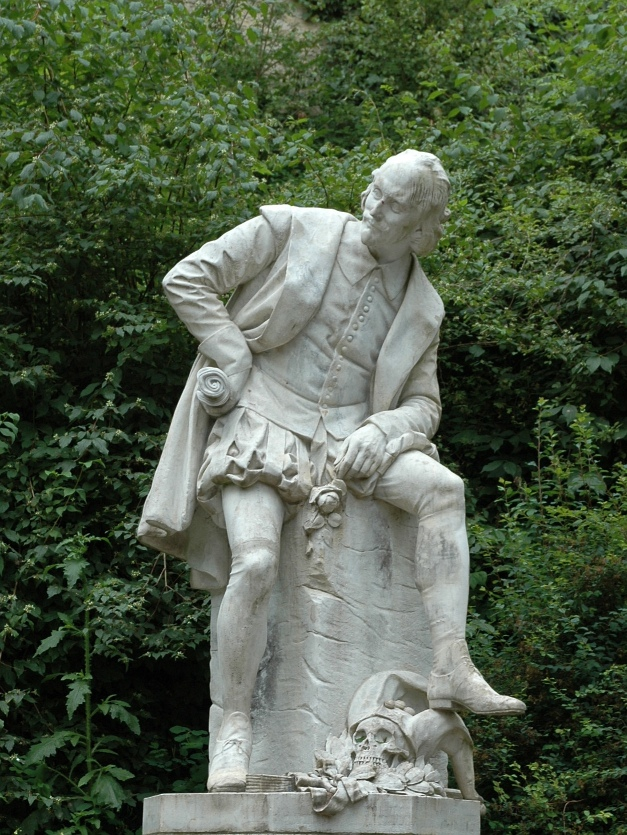
Shakespeare-Denkmal im Park an der Ilm in Weimar
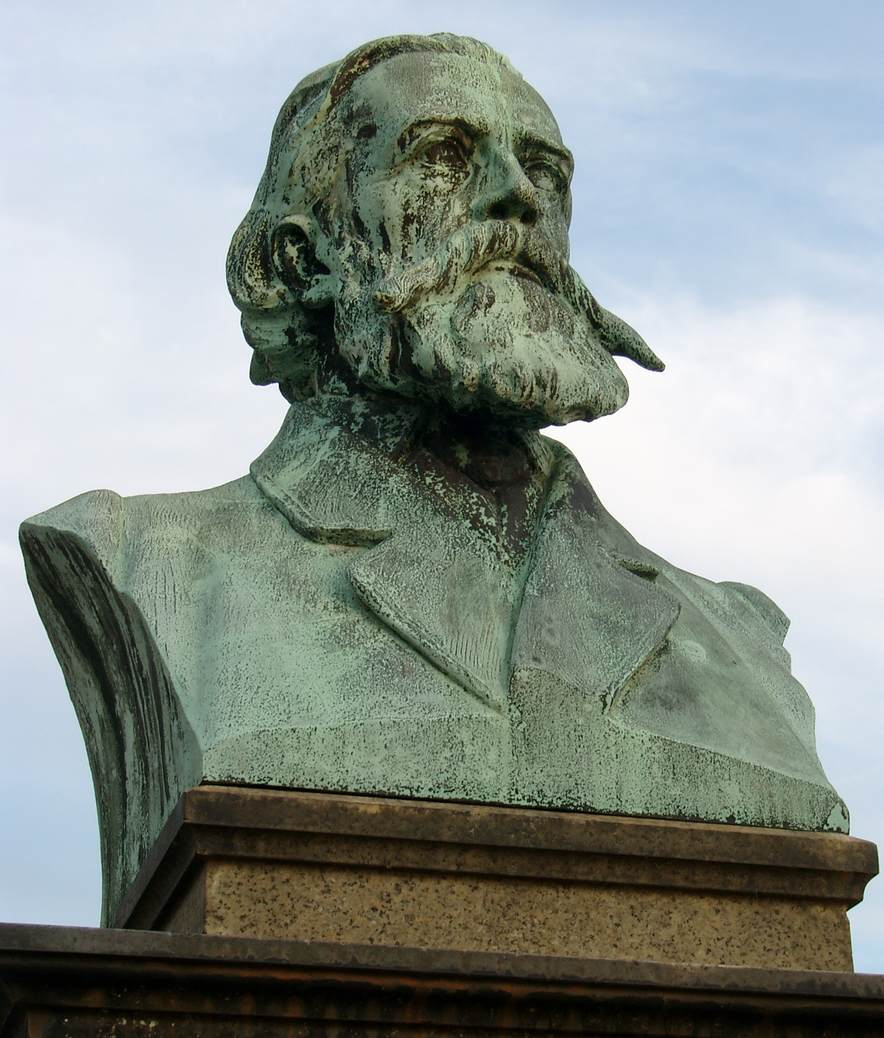
Denkmal für Wolfgang Müller, Königswinter
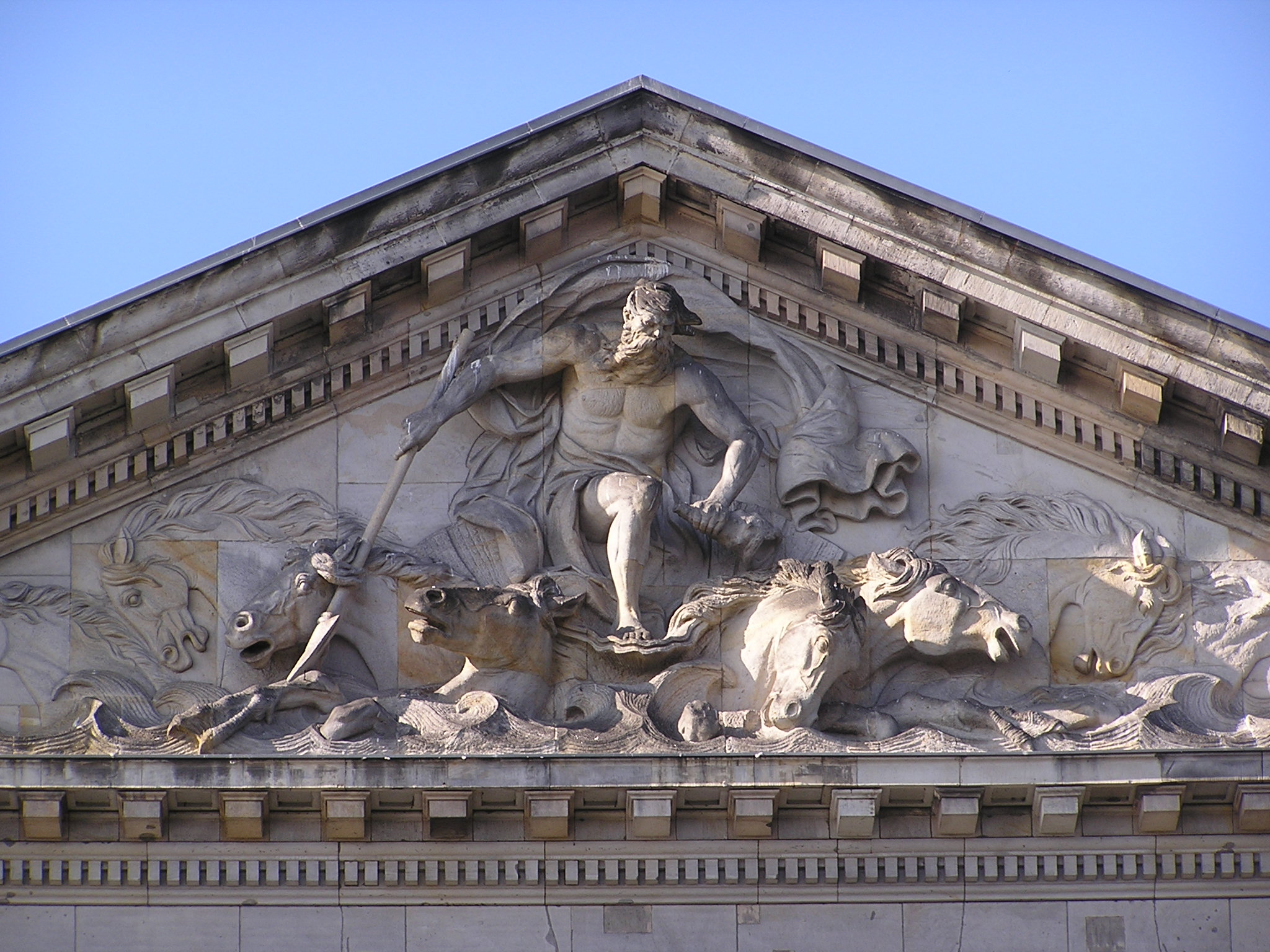
Neuer Marstall Berlin, Giebelrelief Okeanos besteigt seinen aus einer Muschel bestehenden Wagen
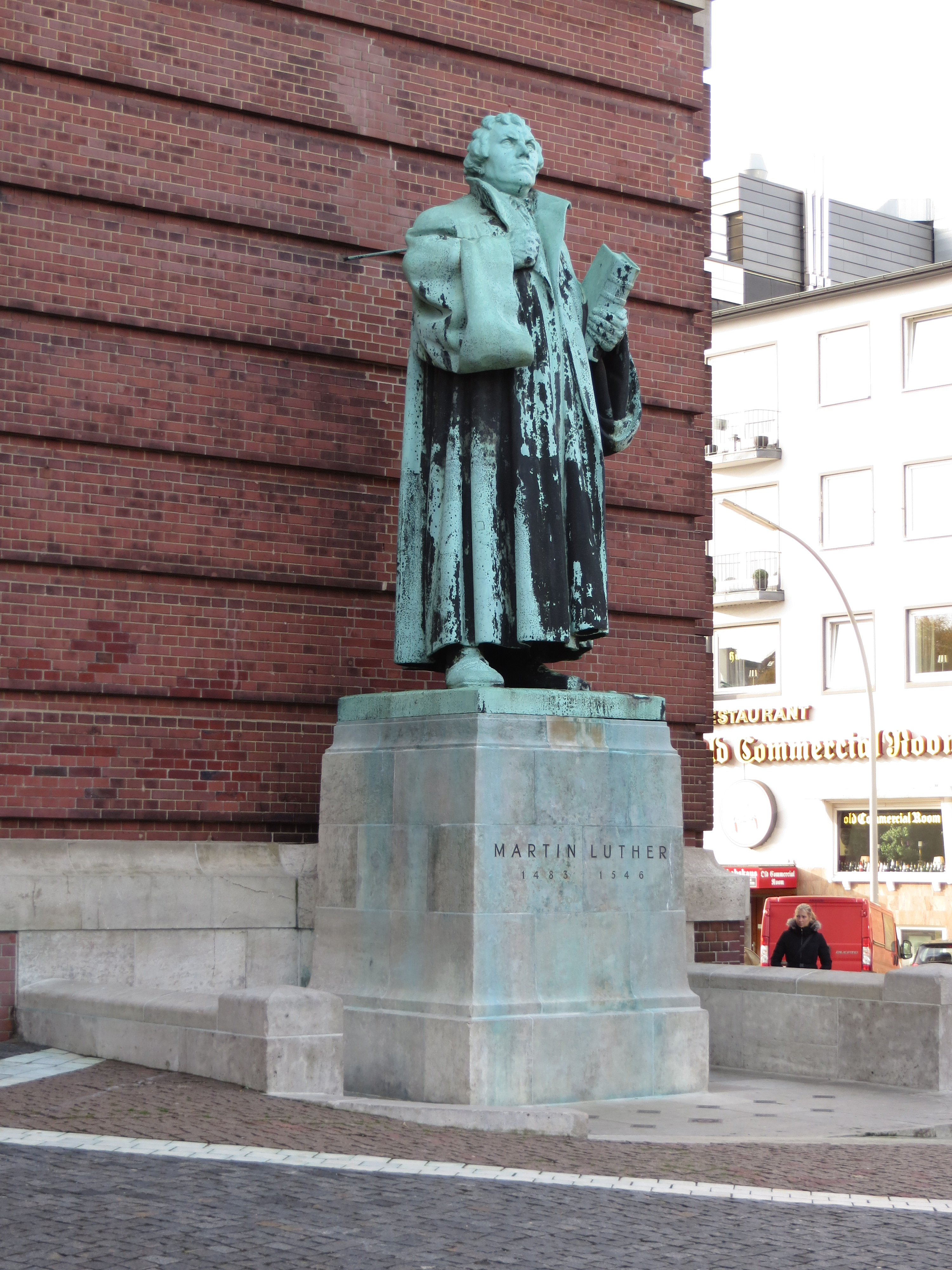
Lutherstatue am Hamburger Michel

Schriften (als Herausgeber)
- Ausgefuehrte Bauornamente der Neuzeit. Sammlung hervorragender Ornamentausfuehrungen. Wasmuth, Berlin 1880.
- Bauornamente Berlins. 100 Tafeln. Wasmuth, Berlin um 1890.